# Gerard Bertheloot
Gerard Maurice Bertheloot (Rollegem-Kapelle, 5 januari 1906 - Kortrijk, 5 oktober 1950) was een Belgische atleet, die gespecialiseerd was in de middellange afstand. Hij nam eenmaal deel aan de Olympische Spelen.

## Biografie
Bertheloot nam in 1928 op de 800 m deel aan de Olympische Spelen van Amsterdam. Hij overleefde de reeksen niet.

## Palmares

### 400 m
- 1926:  BK AC
- 1928:  BK AC

### 800 m
- 1928:  BK AC
- 1928: 5e in reeksen OS in Amsterdam